# Portrait d'Andrea Doria en Neptune
Le Portrait d'Andrea Doria en Neptune – en italien Ritratto di Andrea Doria in veste di Nettuno – est un tableau réalisé par le peintre italien Bronzino vers 1545-1546. De format vertical, cette huile sur toile est un portrait historié qui représente l'amiral génois Andrea Doria en Neptune. Torse nu, l'homme figure à mi-corps devant un grand mât, se cachant le sexe avec une voile, et tenant le trident du dieu romain de la mer, originellement un aviron qu'un repeint a transformé. Commandée par Paul Jove pour le musée qu'il entendait créer près de Côme, l'œuvre est conservée à la pinacothèque de Brera, à Milan.